# Trans-Afrikaanse weg 1
De Trans-Afrikaanse weg 1 (Engels: Trans-African Highway 1) is volgens het Trans-Afrikaanse wegennetwerk de route tussen Caïro en Dakar. De route heeft een lengte van 8.636 kilometer. Het deel tussen Tripoli en Nouakchott wordt in stand gehouden door de Unie van de Arabische Maghreb, in tegenstelling tot de andere delen die door de Afrikaanse Unie in stand worden gehouden. 

## Route
De route loopt door Egypte, Libië, Tunesië, Algerije, Marokko, Westelijke Sahara, Mauritanië en Senegal. Daarbij volgt de weg de kustlijn van de Middellandse Zee en Atlantische Oceaan. Het grootste gedeelte van de weg is verhard. Alleen in Mauritanië is het deel tussen Nouadhibou en Nouakchott onverhard.
1 · 
2 · 
3 · 
4 · 
5 · 
6 · 
7 · 
8 · 
9